# Power de mí
Power de mí es el cuarto disco del grupo de punk rock español Mamá Ladilla. Fue lanzado en el año 2001 por el sello Bliss Records, y distribuido por BOA.

## Lista de canciones
1. Defectuoso
2. ¡Camina!
3. Alguien tiene que pagar
4. Acoso sexual
5. No hagas nada
6. Estrépito
7. Esos sí que son punkies
8. Gran cabeza
9. Mejor que Gloria Fuertes
10. Lolo Bobón
11. Fornicio mix
12. Acoso sexual II
13. Érase una canción
14. Todos menos tú
15. Despilfarrando
16. Epílogo

## Créditos
- Juan Abarca — guitarra y voz
- Llors Merino — bajo y coros
- Ferro — batería